# Sơ đồ mạng (dự án)
Sơ đồ mạng hay phương pháp sơ đồ mạng (tiếng Anh: Network diagram) là các phương pháp áp dụng lý thuyết đồ thị, cụ thể là cấu trúc mạng lưới (một dạng đồ thị có hướng), vào trong các thuật toán để lập kế hoạch tiến độ và tổ chức thực hiện dự án.

## Các phương pháp sơ đồ mạng
Trong lịch sử phát triển của kỹ thuật lập kế hoạch tiến độ dự án, có nhiều loại phương pháp sơ đồ mạng đã được phát triển, mỗi loại có thể kế thừa các kỹ thuật của loại khác, và phát triển thêm các kỹ thuật riêng theo các hướng phát triển khác nhau. Các loại sơ đồ mạng đó là:
- Sơ đồ mạng CPM (tức là Phương pháp Đường găng), là phương pháp mà cốt lõi của nó là dùng lý thuyết đồ thị có hướng để xác định đường đi trong mạng, từ thời điểm khởi công dự án đến thời điểm kết thúc dự án, qua một số các công việc và các mối quan hệ giữa các công việc này, có chiều dài lớn nhất. Chiều dài đường găng cũng chính là tổng thời gian thực hiện toàn bộ dự án. Phương pháp này, thường phổ biến áp dụng cho các dự án mà các công việc nằm trong dự án có thời lượng (thời gian công việc) xác định (các công việc đều có định mức sử dụng tài nguyên thông thường và thời gian, được xác định sẵn). Trong trường hợp các công việc chưa từng có định mức, thì phải kết hợp phương pháp này với lý thuyết xác suất thống kê, khi đó thành một phương pháp sơ đồ mạng mới là phương pháp PERT. Có hai dạng phương pháp sơ đồ mạng CPM là dạng "công việc trên nút" (AoN, Activity on node) (các đỉnh của mạng đồ thị có hướng thể hiện các công việc, còn các cung đồ thị nối các đỉnh đại diện cho mối quan hệ), và dạng "công việc trên mũi tên" (AoA, Activity on arrow) (các đỉnh của mạng đồ thị có hướng thể hiện các mối quan hệ giữa các công việc, còn các cung đồ thị nối các đỉnh (mũi tên) đại diện cho công việc). Phương pháp CPM này, được người Mỹ phát triển vào năm 1959 gần như đồng thời với phương pháp PERT, đầu tiên được gắn với dạng thể hiện thứ 2 (công việc trên mũi tên, phương pháp ADM), nên thường được đồng nhất với phương pháp sơ đồ mạng ADM.
- Sơ đồ mạng PERT (tức là Kỹ thuật ước lượng và đánh giá chương trình, hay Kỹ thuật ước lượng và kiểm tra dự án), là phương pháp áp dụng kết hợp giữa lý thuyết xác suất thống kê (để ước tính thời lượng công việc trong các dự án mà công việc có thời lượng không xác định trước), với dạng sơ đồ mạng đường găng sử dụng lý thuyết đồ thị. Phương pháp này do người Hoa Kỳ phát triển vào năm 1958.
- Sơ đồ mạng ADM (tức là Phương pháp sơ đồ mạng thể hiện bằng mũi tên), là phương pháp sơ đồ mạng CPM thể hiện công việc bằng mũi tên.
- Sơ đồ mạng MPM (tức là Phương pháp tiềm lực Metra (tiếng Pháp: Méthode des potentiels Métra, tiếng Anh: Metra potential method), hay Sơ đồ mạng nút công việc MPM), là phương pháp sơ đồ mạng CPM thể hiện công việc bằng nút, quan hệ bằng mũi tên (cũng là lý thuyết mạng đồ thị có hướng), được phát triển độc lập bởi người Pháp vào năm 1958 cùng lúc với PERT.
- Sơ đồ mạng PDM (tức là Phương pháp sơ đồ mạng theo quan hệ, hay Phương pháp sơ đồ mạng nút PDM), là phương pháp sơ đồ mạng CPM thể hiện công việc bằng nút, được người Hoa Kỳ phát triển trên cơ sở cải tiến các phương pháp CPM của Hoa Kỳ và phương pháp sơ đồ mạng MPM của người Pháp. Phương pháp này chú trọng việc thể hiện được tất cả các kiểu mối quan hệ trong thực tế giữa các công việc mà phương pháp sơ đồ mạng ADM không thể hiện được (phương pháp ADM chỉ thể hiện được một loại mối quan hệ duy nhất là mối quan hệ tuần tự FS (Finish to Start), với các loại quan hệ khác ADM phải dùng các cách đặc biệt trong đó có việc dùng công việc ảo). Phương pháp PDM này là cơ sở thuật toán cho phần mềm Microsoft Project.
- Sơ đồ mạng CCPM (tức là Sơ đồ mạng Chuỗi găng CCM (Critical Chain Method), hoặc Quản lý dự án theo Chuỗi găng CCPM (Critical Chain Project Management))[1].

## Định nghĩa về sơ đồ mạng trong lý thuyết đồ thị
"Sơ đồ mạng là một mạng FF (Ford-Fulkerson) được áp dụng để biểu thị một quá trình nhằm hoàn thành một mục tiêu nào đó." Trong sơ đồ mạng có 2 yếu tố logic:
- các đỉnh (ban đầu để biểu diễn sự kiện đánh dấu công việc, nhưng cũng có thể dùng để biểu diễn chính các công việc).
- các cung (có thể biểu diễn các công việc (khi đỉnh là sự kiện) hoặc biểu diễn mối quan hệ giữa các công việc (khi đỉnh là công việc)).